# Bolostromus venustus
Bolostromus venustus is een spinnensoort uit de familie Cyrtaucheniidae. De soort komt voor in Colombia.